# Сходимость по Пуассону — Абелю
Сходимость по Пуассону — Абелю — обобщение понятия сходимости ряда, предложенное Пуассоном и Абелем.

## Определение
Пусть {\displaystyle A} обозначает числовой ряд {\displaystyle \sum _{n=0}^{\infty }a_{n}.} Ряд {\displaystyle A} называется сходящимся по Пуассону — Абелю, если существует предел:
{\displaystyle \lim _{x\to 1-0}\lim _{n\to \infty }\sum _{k=1}^{n}a_{k}x^{k}=s_{p}(A)}

## Пример
Рассмотрим ряд {\displaystyle \sum _{n=1}^{\infty }(-1)^{n+1}}. Этот ряд сходится по Пуассону — Абелю: {\displaystyle \lim _{x\to 1-0}(1-x+x^{2}-...)=\lim _{x\to 1-0}{\frac {1}{1+x}}={\frac {1}{2}}}

## Свойства
- Если {\displaystyle A} — сходящийся ряд, то он сходится по Пуассону — Абелю и {\displaystyle s_{p}(A)=\lim _{n\to \infty }\sum _{k=1}^{n}a_{k}}[2].
- Если ряды {\displaystyle A} и {\displaystyle B} сходятся по Пуассону — Абелю, то и их произведение {\displaystyle C} сходится по Пуассону — Абелю и {\displaystyle s_{p}(A)s_{p}(B)=s_{p}(C)}[3].